# Брехер, Густав
Густав Брехер (нем. Gustav Brecher; 5 февраля 1879, Айхвальд (ныне Дуби, Устецкий край, Чехия — май 1940, Остенде) — немецкий дирижёр еврейского происхождения.

## Биография
Учился в Лейпциге у Саломона Ядассона. Начал музыкальную карьеру как композитор, получив поддержку Рихарда Штрауса, дирижировавшего в 1896 г. в Лейпциге премьерой симфонической поэмы Брехера «Росмерсхольм». Затем работал дирижёром-репетитором в Лейпцигской опере, в 1901—1902 гг. был ассистентом Густава Малера в Венской придворной опере, в 1902—1903 гг. дирижировал в оперном театре Ольмюца. В 1903—1911 гг. музыкальный руководитель Гамбургской оперы, где под его управлением прошли премьеры опер Зигфрида Вагнера и Эжена д’Альбера, а в 1912 г., уже после завершения своего контракта, Брехер дирижировал здесь премьерой оперы Ферруччо Бузони «Выбор невесты», которая была ему посвящена. В 1911—1916 гг. возглавлял Кёльнскую оперу, в 1916—1920 гг. Франкфуртскую оперу, в 1923 г. занял должность генеральмузикдиректора Лейпцига. Во главе Лейпцигской оперы осуществил, в частности, премьеры опер Эрнста Кшенека «Джонни наигрывает» (1927) и Курта Вайля «Возвышение и падение города Махагонни» (1930). Брехер также заново перевёл на немецкий язык либретто многих опер, в том числе «Отелло» Верди, «Фауста» Гуно и «Тоски» Пуччини.
С приходом к власти нацистов Брехер остался без работы. Некоторое время он работал в Ленинграде и Праге. Покончил с собой вместе с женой  в мае 1940 года, вскоре после того, как германские войска заняли Бельгию, где он находился.